# Cnemaspis ranwellai
Cnemaspis ranwellai este o specie de șopârle din genul Cnemaspis, familia Gekkonidae, descrisă de Mendis Wickramasinghe în anul 2006. Conform Catalogue of Life specia Cnemaspis ranwellai nu are subspecii cunoscute.